# 北湾村 (佛罗里达州)
北湾村（英語：North Bay Village）是位于美国佛罗里达州迈阿密-戴德县的一座城市，属于南佛罗里达迈阿密都会区的一部分。根据2020年美国人口普查数据，该市总人口为8,159人。这座城市坐落在比斯坎湾的两座岛屿上：西部的海港岛（Harbor Island，又称北湾岛）和东部的金银岛（Treasure Island），通过约翰·F·肯尼迪堤道与西侧的迈阿密及东侧的诺曼底岛相连。北湾村总面积0.82平方英里，其中陆地面积0.37平方英里，水域面积0.45平方英里。
在1940年之前，该市现址大部分区域都淹没在比斯坎湾水下，唯一的陆地是5英亩的广播礁（Broadcast Key），WIOD广播电台于1926年在此开始播音。虽然电台后来迁至大陆，但WSVN电视台仍将其总部设于原址。1940年，通过疏浚和筑堤创造了北湾岛（North Bay Island）。1940年代后期，又通过填海得到了海港岛和金银岛，海港岛和北湾岛通过堤道连成一体，而广播礁则成为金银岛的一部分。海港岛以多户住宅为主，而金银岛西部为独户住宅区，东部为多户住宅区，岛上的街道名称则取自罗伯特·路易斯·史蒂文森的同名小说。
北湾村于1945年正式建制设市，几年后并入海港岛和金银岛，广播礁（又称卡梅奥岛）则于1963年被并入。早期，北湾村主要是外地人士的冬季居所，1950至1960年代，这里的餐厅和夜总会曾吸引过弗兰克·辛纳屈、迪恩·马丁和朱迪·加兰等名人光顾。如今，北湾村仍以住宅功能为主，零星分布着服务和餐饮场所，大多数居民已在此全年定居。2000年以来，多栋豪华高层公寓和混合用途建筑在北湾村落成。